# ザムトゲマインデ・エッシャースハウゼン
ザムトゲマインデ・エッシャースハウゼン (Samtgemeinde Eschershausen) は、ドイツ連邦共和国ニーダーザクセン州ホルツミンデン郡にかつて存在したザムトゲマインデ（集合自治体）である。本部はエッシャースハウゼンに置かれていた。

## 地理
中低山地のエルファス山地、フォーグラー山地、イート山地、ヒルス山地がエッシャースハウゼンを取り囲んでいる。この地域はヴェーザーベルクラントの中央部にあたる。

### 構成自治体
ザムトゲマインデ・エッシャースハウゼンは5つの市町村で構成されていた。ディールミッセン、アイメン、ホルツェン、リューアーディッセン、エッシャースハウゼンである。

## 歴史
2009年10月12日にザムトゲマインデ・エッシャースハウゼンとザムトゲマインデ・シュタットオルデンドルフの議会は、両ザムトゲマインデを合併することを決議した。2011年1月1日に両ザムトゲマインデは合併し、ザムトゲマインデ・エッシャースハウゼン＝シュタットオルデンドルフが成立した。これにより、ザムトゲマインデ・エッシャースハウゼンは廃止された。

## 行政

### 首長
歴代のザムトゲマインデ長を列記する。
- 1973年 - 1991年　カール・デリース (SPD)
- 1991年 - 2001年　ハインツ・ザッシン (SPD)
- 2001年 - 2006年　ハインリヒ・ヘップナー (CDU)
- 2006年 - 2010年　フリードリヒ・メンケマイヤー

## 経済と社会資本
エッシャースハウゼンには基礎課程学校と、エッシャースハウゼン市およびザムトゲマインデが運営する本課程・実科学校のヴィルヘルム・ラーベ学校センター・エッシャースハウゼンがある。

## 人物

### 出身者
- ヴィルヘルム・ラーベ（1831年 - 1910年）著述家